# Białko A
Białko A − składnik  ściany komórkowej produkowany przez kilka szczepów Staphylococcus aureus. Cząsteczka zawiera cztery miejsca o wysokim powinowactwie do regionu Fc IgG kilku gatunków. Oddziaływanie pomiędzy białkiem A i IgG różni się zarówno pomiędzy gatunkami jak również podklasami IgG jednego gatunku. W obrębie jednego gatunku białko A może mocniej wiązać niektóre podklasy IgG podczas gdy inne słabiej lub wcale.  Ze względu na swoją właściwość białko A znalazło zastosowanie między innymi w metodzie immunoprecypitacji białek.